# 83 pr. n. št.
83 pr. n. št. je bilo leto predjulijanskega rimskega koledarja.
Oznaka 83 pr. Kr. oz. 83 AC (Ante Christum, »pred Kristusom«), zdaj posodobljeno v 83 pr. n. št., se uporablja od srednjega veka, ko se je uveljavilo številčenje po sistemu Anno Domini.

## Dogodki
- začetek druge vojne proti Mitridatu

## Rojstva
- 14. januar - Mark Antonij, rimski politik in general († 30 pr. n. št.)